# Gustavo Marín
Gustavo Marín, economista y sociólogo franco-chileno, se destaca en particular por su papel clave en la creación y el desarrollo de la red internacional que viene de largo, la Alianza por un Mundo Responsable, Plural y Solidario. Desde 2007 hasta 2015, fue Director del grupo de reflexión internacional, el Foro por una nueva Gobernanza Mundial (FnGM). Actualmente está jubilado.

## Prisionero político bajo el régimen militar de Pinochet en Chile
Nacido el 24 de abril de 1950 en Antofagasta, al norte de Chile, Gustavo Marín está hoy casado y tiene cuatro hijos. 
De origen quechua y aymara, estudió en la Escuela de Sociología de la Universidad Católica hasta 1970. Suspendió sus estudios para vivir junto al pueblo Mapuche en el Sur de Chile donde fue uno de los organizadores de un amplio movimiento por la recuperación de la tierra usurpada por los colonos a las comunidades mapuches. Resistió al golpe militar encabezado por Augusto Pinochet el 11 de septiembre de 1973 y se mantuvo en la clandestinidad hasta abril de 1974 cuando fue capturado por los servicios de inteligencia militar. Estuvo varios meses en las prisiones secretas de la dictadura y fue condenado a 20 años de prisión por un Juzgado Militar. Fue respaldado por Amnesty International y otros organismos de defensa de los derechos humanos, lo que le permitió ser expulsado a Francia en noviembre de 1976.

## Refugiado político en Francia
Desde 1977, refugiado político en Francia, trabajó durante cinco años como obrero instalador de teléfonos. Al mismo tiempo siguió estudiando y obtuvo en 1981 un Doctorado de Economía Política de la Universidad de Paris VIII. Desde 1983 hasta 1986 trabajó en el Departamento de Desarrollo de la CIMADE.  A mediados de 1986 regresó a Argentina y luego a Chile. Fue Coordinador del PRIES-CONO SUR, Programa Regional de Investigaciones Económicas y Sociales del Cono Sur, red de investigación en temas económicos, sociales y políticos coordinando centros de estudios, universidades, sindicatos y ONG en Argentina, Brasil, Chile y Uruguay.

## Publicaciones en 1988 y 1989
En ese período publicó, entre otras obras: 
- 1988 - Los grupos transnacionales y la crisis,  Editorial Nueva América, Buenos Aires.
- 1988 - Estado autoritario, deuda externa y grupos económicos, con Patricio Rozas, Ediciones Chile América CESOC, Santiago.[2]
- 1988: El mapa de la extrema riqueza 10 años después, con Patricio Rozas, Ediciones Chile América CESOC, Santiago, 1989.[3]

Estas obras se han citado ampliamente como fuentes en varios trabajos académicos y otros (ver notas abajo).

## Una red internacional de solidaridad y el Foro Social Mundial
Desde 1992, retornado a Francia, trabaja como Responsable del Programa Futuro del Planeta  en la Fundación Charles Léopold Mayer para el progreso del hombre (FPH), fundación suiza independiente basada en París. Desde 2002 es Responsable de Programas en la misma fundación. Fue uno de los organizadores de la Alianza por un Mundo Responsable, Plural y Solidario y miembro fundador del Consejo Internacional del Foro Social Mundial.

## Publicación internacional de sus relatos personales y políticos
Su libro de relatos personales y políticos Los Relatos íntimos de José Peralta, fue publicado en Chile por Ediciones Tiempo Nuevo en 2003 y reeditado por Ediciones AYUN en 2009. 
En junio de 2009, ya se había traducido a cuatro idiomas más.
- En portugués, fue publicado en Brasil por Escrituras en 2003
- En inglés, fue publicado en India por Pipal Tree en 2004, bajo el título Singing in the Prison Shower
- En chino, fue publicado por Xinhua Press en 2006 y
- En francés, fue publicado en Marruecos por Tarik Editions en 2007, bajo el título Résistance et Espoir au Chili 1973 - 2007

## Otras actividades y un foro de reflexión y de propuestas sobre la gobernanza mundial
Gustavo Marín ha organizado seminarios y conferencias sobre temas relativos a la Democracia, la Sociedad Civil y la Gobernanza, principalmente en China, India, Irán, Líbano, Mauritania, Marruecos, Ruanda, África del Sur, Brasil, Chile, Colombia, México, Francia y España. 
A fines de 2007, junto con Arnaud Blin, lanza el Foro para una nueva Gobernanza mundial del cual fue Director hasta abril de 2015. Editó más de treinta Cuadernos de Propuestas y junto a Arnaud Blin y una decena de colaboradores es coautor del Diccionario del Poder Mundial, editado en español por la edición chilena de Le Monde Diplomatique y en francés por la editora Nuvis con el título Dictionnaire de la gouvernance mondiale.

### Selección de artículos de Gustavo Marín en internet
- Un día, haremos caer el muro. Un día, volveremos a abrir las grandes avenidas (2004)
- Reflexiones y Propuestas en torno a la Mundialización (2005)
- No estamos condenados a vivir bajo la tutela de una sociedad patriarcal (2006)
- Los pueblos, unidos, ¡jamás serán vencidos! (2006)
- Hacia la Asamblea Ciudadana del Cono Sur de 2010 (2008)
- Inventar una nueva gobernanza mundial, ahora (2009)

- Datos: Q2892750